# Popkonst

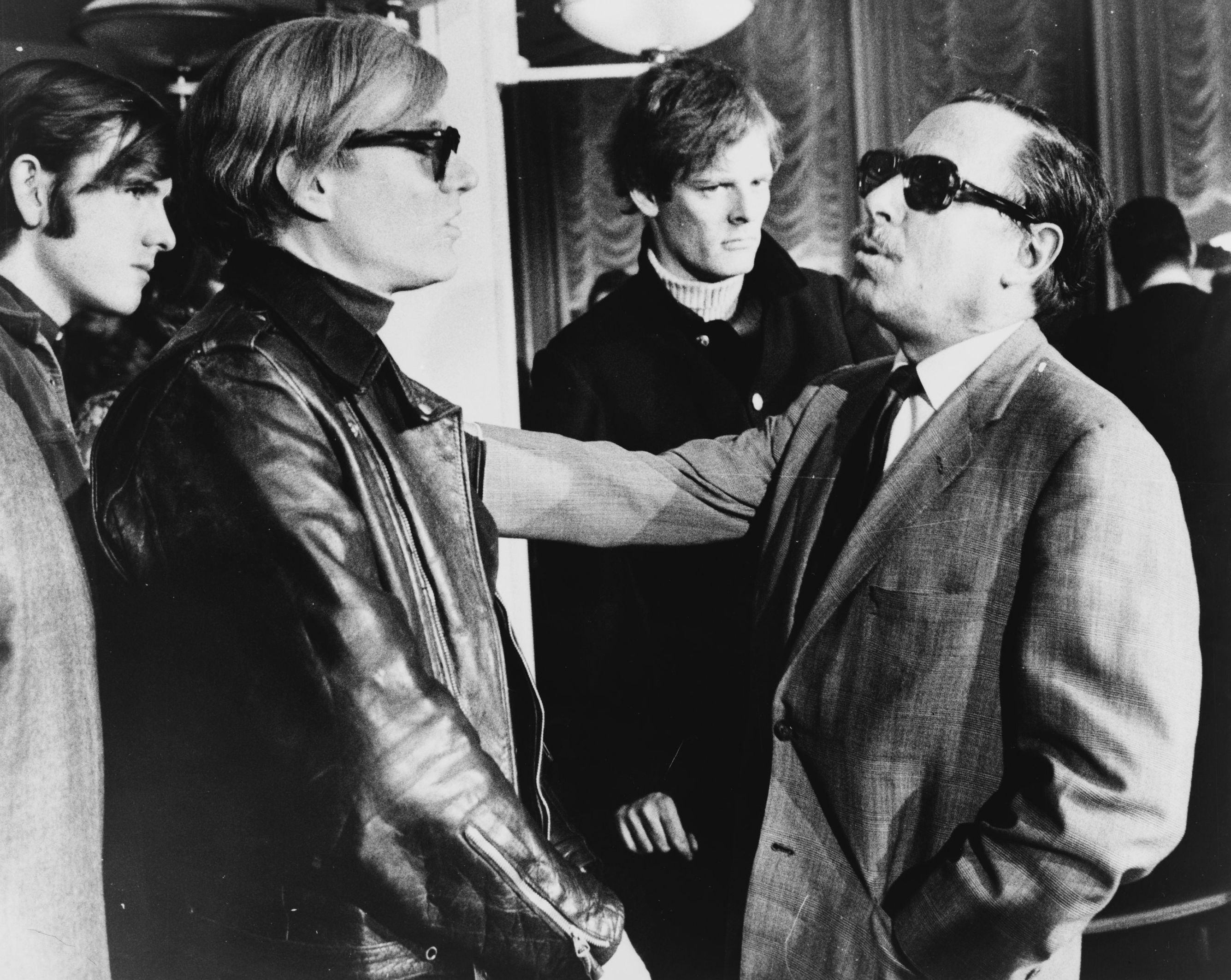
Popkonstnären Andy Warhol och författaren Tennessee Williams 1967.

Popkonst är en konströrelse som uppstod vid mitten av 1950-talet i Storbritannien, och i slutet av 1950-talet i USA.

## Benämningens ursprung och uttryckssätt
I Storbritannien uppstod uttrycket först inom en grupp som kallade sig Independent Group (IG), och som bildats på Institute of Contemporary Art i London. Framstående medlemmar inom gruppen var kritikern Lawrence Alloway, arkitekturhistorikern Reyner Banham och konstnärerna Eduardo Paolozzi och Richard Hamilton. Man utgick från den populära masskulturen i städerna som ett språk alla kunde förstå, oavsett utbildning. Film, reklam, science fiction, popmusik och massproducerade konsumtionsvaror togs som arbetsmaterial för den nya konsten, och en ny "förbrukningsestetik" presenterades. Ungefär samtidigt började man helt oberoende att även i USA föra fram liknande tankegångar.
Det engelska uttrycket "pop art" myntades av konstnären John McHale 1954 och användes sedan av medlemmarna i Independent Group. I tryckt och utgiven form dök det första gången upp 1956 i en artikel av IG-medlemmarna Alison och Peter Smithson i tidskriften Arc. Dock är det ofta den brittiske kritikern och kuratorn Lawrence Alloway som får äran att ha myntat begreppet i sin essä The Arts and the Mass Media från 1958 i tidskriften Architectural Digest, men termen som han där använder är "popular mass culture"
Popkonsten utmanade den traditionella konstuppfattningen genom att använda sig av den typ av visualitet som förekom inom populärkulturen och som omgav det massproducerade, och förde in detta bildspråk i finkulturen, och ifrågasatte på många sätt just uppdelningen i fin- och populärkultur. En vanlig arbetsmetod inom popkonsten är att kontextförflytta och isolera objekt och symboler, eller kombinera dem med andra objekt.
Popkonsten i alla dess former fick sitt största uppsving i USA på 1960-talet, där den kom som en reaktion på den abstrakta expressionismen och som ett gensvar på vissa dadaistiska infall.

## Exempel på kända konstnärer som arbetat med popkonst
|  | - Arman - Richard Artschwager - Clive Barker - Mark Beam - Billy Al Bengston - Peter Blake - Derek Boshier - Ralph Michael Brekan - Patrick Caulfield - Christo - John Clem Clarke - Allan D'Arcangelo | - Jim Dine - Öyvind Fahlström - James Gill - Joe Goode - Red Grooms - Raymond Hains - Richard Hamilton - Keith Haring - David Hockney - Robert Indiana - Jasper Johns - Ray Johnson - Allen Jones | - Howard Kanovitz - Edward Kienholz - Ronald Brooks Kitaj - Roy Lichtenstein - Richard Lindner - Marisol - Raúl Martínez - John Matos - Perry Milou - Takashi Murakami - Yoshitomo Nara - Claes Oldenburg | - Eduardo Paolozzi - Michael Perez - Nam June Paik - Niki de Saint Phalle - Peter Phillips - Hariton Pushwagner - Mel Ramos - Robert Rauschenberg - Gerhard Richter - Larry Rivers - James Rosenquist - Edward Ruscha | - George Segal - Richard Smith - Wayne Thiebaud - Joe Tilson - Wolf Vostell - Andy Warhol - Tom Wesselmann - Horace Clifford Westermann - Dave White |